# BRP Tausug (AT-295)
Le BRP Tausug (AT-295) est un Landing Craft Utility de la marine philippine. Cet engin d'assaut amphibie a été construit au Japon pour l'US Navy entre 1954 et 1955. Il a été acquis en 1975 et a subi une refonte en 1979.
Deux autres unités, issues de la même fabrication, sont aussi en service par la marine philippine :
- BRP Subanon (AT-291)
- BRP Bagobo (AT-293)

### Note et référence
1. ↑  Landing Craft Mk. 6 - Site Kalasagnglahi